# Roússo
Roússo är en ort i Grekland.   Den ligger i prefekturen Nomós Kardhítsas och regionen Thessalien, i den centrala delen av landet, 210 km nordväst om huvudstaden Aten. Roússo ligger 134 meter över havet och antalet invånare är 623.
Terrängen runt Roússo är platt åt nordost, men åt sydväst är den kuperad. Runt Roússo är det glesbefolkat, med 16 invånare per kvadratkilometer. Närmaste större samhälle är Karditsa, 6,1 km norr om Roússo. Trakten runt Roússo består till största delen av jordbruksmark.